# José Francisco Domínguez del Postigo
José Francisco Domínguez del Postigo, conocido como Domi del Postigo (Baracaldo, Vizcaya, 7 de marzo de 1964) es un actor y periodista español que ha trabajado en la radio, la televisión y la prensa escrita, aunque también ha hecho teatro y cine.

## Biografía
De padres andaluces su trayectoria profesional está vinculada a Andalucía, aunque también ha trabajado en prensa, radio y televisión a nivel nacional. Cursa estudios de Derecho y Arte Dramático en la ESAD, aunque desde el principio orientó su vida laboral a los medios de comunicación.

## Trayectoria profesional

### Radio
Comenzó en Radio Cadena Española (RCE) en 1986 para dos años más tarde pasar a inaugurar la radio autonómica andaluza, Canal Sur Radio, siendo así uno de sus decanos en diversos programas regionales: Esta tierra nuestra, De Cabo a Raya, Llamando a las puertas del Cielo.... También lideró las mañanas de Radio América en Sevilla, propiedad de Jesús Quintero en aquellos años. Presentó y dirigió A vivir Andalucía de Cadena SER que se emite para toda Andalucía, Ceuta y Melilla. Su último programa en Radio, antes de ser nombrado Presidente del Consejo Audiovisual de Andalucía, ha sido "Días D. Andalucía" en Canal Sur Radio (2020-2022)

### Televisión
En 1991 Jesús Hermida le llama para que forme parte como presentador de su primer programa en Antena 3 TV, tras su paso por TVE, El Programa de Hermida. 
Vuelve a Canal Sur en 1993 para presentar el programa Sapore di Sale, en televisión. En 1994 se convierte en el presentador diario de las tardes televisivas de Canal Sur con el programa Como en Casa. Para la televisión andaluza ha dirigido también algunas galas, una de ellas presentada por la cantante Diana Navarro. Uno de sus programas más exitosos en la televisión andaluza fue Ventanas de Sol, un magacín en directo e itinerante que comenzó en 1995 y se emitió durante varios veranos vía satélite desde distintas localidades andaluzas. En julio de 1998 volvió a la radio con el programa Llamando a las puertas del cielo. También ha realizado documentales de naturaleza, de fútbol y de la historia de Málaga… 
Desde 2001 y hasta el cierre de Localia TV en 2009 ―donde ocupó el cargo de Jefe de Programas y en el que fueron emitidas a nivel nacional sus entrevistas a personajes de la talla de Vicente Ferrer o Antonio Banderas―,  dirige y presenta el magacín diario Malagalia, la revista de actualidad Plató Abierto y un programa de análisis, A Debate, y se hace cargo de los debates electorales de la cadena en Málaga...

### Prensa escrita
Fue uno de los primeros colaboradores con sección propia en la revista Cinemanía, donde también escribió crónicas sobre festivales de cine latinos desde La Habana, Biarritz, Guadalajara (México). 
Desde 1999 es, durante 20 años, columnista (jueves y sábados) del grupo Prensa Ibérica en el periódico La Opinión de Málaga.

### Cine y teatro
Ha participado en diversos cursos teatrales con Carlos Gandolfo, David Perry, Emilio Gutiérrez Caba y Esperanza Abad; y ha interpretado en teatro papeles que van desde el viejo miope de Los Aristogatos al Oberón de El sueño de una noche de verano, al Robin de La herida del tiempo, de Priestley (dirigido por Tina Sainz); al demonio del auto calderoniano La vida es sueño (dirigido por Óscar Romero), o al mago asesino de Las fiestas Gordas, de Romero Esteo (dirigido por Juan Hurtado).
Ha colaborado en varios cortometrajes, entre ellos Animales devoradores: el hombre, de José Carlos Salmerón, rodado en 35 mm. Y ha interpretado papeles en los largometrajes Cautivos de la sombra, de Xavier Elorrieta (1992); La caja 507, de Enrique Urbizu (2001); y Piedras, de Ramón Salazar (2001)
Ha tenido apariciones en series de televisión como El Súper, en Tele 5; Arrayán, en Canal Sur TV; o en Aquí no hay quien viva, de Antena 3 TV. Las últimas películas en la que ha participado han sido "El Autor" (2017), de Manuel Martín Cuenca y "Tregua(s)" -2023-, dirigida por Salva Reina... 

### Otros
Entre otras cosas, trabaja desde la primera edición en el Festival de Cine de Málaga como presentador de la Sección Oficial, como Relaciones Externas del certamen y fue el primer responsable del Territorio Latinoamericano, también speaker oficial del Festival, presentador y moderador de la sección latina, y realizador del spot televisivo y las cuñas para radio del certamen.
En octubre de 2022 es elegido Presidente del Consejo Audiovisual de Andalucía
El 27 de noviembre de 2024 recibe el Premio Talento Andalucía a la Comunicación en el Hotel Colón de Sevilla, en una gala organizada por el diario La Razón del grupo Atresmedia.